# Jugurtia biskrensis
Jugurtia biskrensis är en stekelart som beskrevs av Joseph Charles Bequaert 1937.
Jugurtia biskrensis ingår i släktet Jugurtia och familjen Masaridae. Inga underarter finns listade i Catalogue of Life.